# Paltostoma argyrocincta
Paltostoma argyrocincta är en tvåvingeart som beskrevs av Charles Howard Curran 1927. Paltostoma argyrocincta ingår i släktet Paltostoma och familjen Blephariceridae.
Artens utbredningsområde är Puerto Rico. Inga underarter finns listade i Catalogue of Life.